# Chi non lavora non fa l'amore
Chi non lavora non fa l'amore è la canzone che vinse l'edizione 1970 del Festival di Sanremo. Fu presentata al Festival in doppia esecuzione da Claudia Mori e da Adriano Celentano. Quest'ultima versione è la più conosciuta.

## Descrizione
Il brano fu presentato al Festival di Sanremo 1970 da Celentano in abbinamento con Claudia Mori, risultando vincitore della manifestazione davanti a La prima cosa bella di Nicola Di Bari in doppia esecuzione con i Ricchi e Poveri. La canzone è stata composta dallo stesso Celentano con Nando de Luca, Luciano Beretta e Miki Del Prete.
Celentano pubblicò il brano nel 45 giri Chi non lavora non fa l'amore/Due nemici innamorati  mente la Mori nel 45 giri Chi non lavora non fa l'amore/EA .

## Cover
- Nel 1970 Nicola di Bari incide la versione in castigliano di Chi non lavora non fa l'amore dal titolo Quien no trabaja no tiene amor, testo di Carmen García Lecha, (RCA Victor, 3AE - 3699) pubblicata in Argentina, inserita nella raccolta Los grandes éxitos de Nicola di Bari (RCA Records, CML 2806), per il mercato cileno.